# Johann Friedrich Meckel

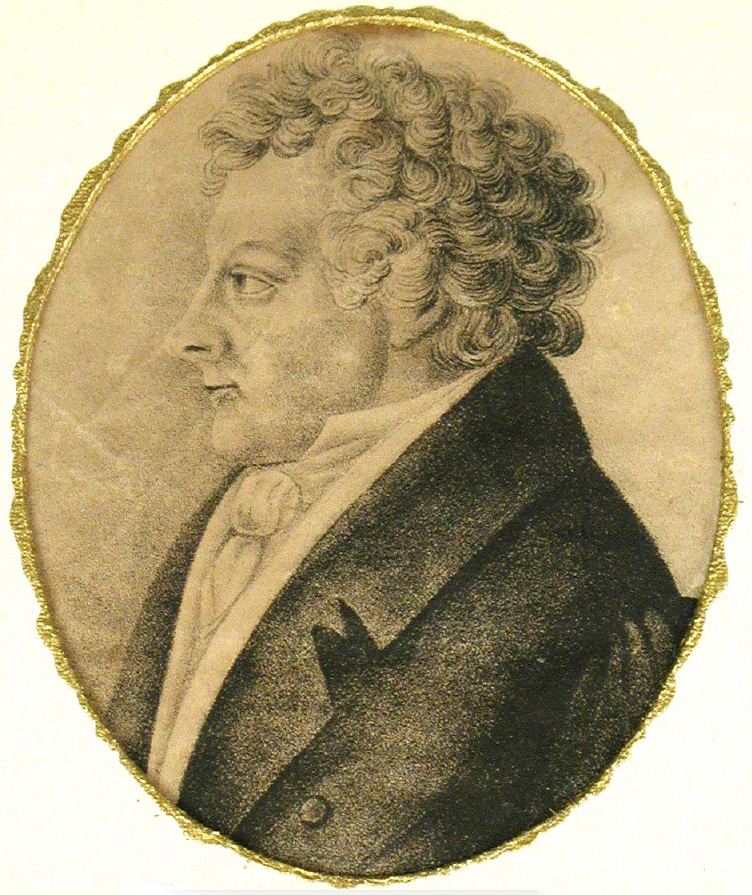
Johann Friedrich Meckel

Johann Friedrich Meckel (Halle, 17 oktober 1781 – aldaar, 31 oktober 1833), vaak als Johann Friedrich Meckel de Jongere aangeduid, was een Duitse anatoom en bioloog. Hij werkte als hoogleraar anatomie, pathologie en zoölogie aan de Universiteit van Halle (Duitsland). Meckel geldt als de grondlegger van de teratologie, de leer van het ontstaan van afwijkingen tijdens de ontwikkeling van organismen.
Hij werkte na zijn studie onder meer bij Georges Cuvier in Parijs. Hij vertaalde diens Leçons d’anatomie Comparée van het Frans in het Duits. Zijn hoogleraarschap in Halle ving aan in 1808. Hij was tevens redacteur van Archiv für Anatomie und Physiologie en lid van de Zweedse Academie van Wetenschappen.

## Link
- (de)  Allgemeine Deutsche Biographie op Wikisource

- Bibsys: 2013126
- Biblioteca Nacional de Chile: 000466408
- Bibliothèque nationale de France: cb13476602h (data)
- CiNii: DA14211740
- Stuttgart Database of Scientific Illustrators 1450–1950: 8750
- Gemeinsame Normdatei: 116988703
- International Standard Name Identifier: 0000 0000 8339 4711
- Library of Congress Control Number: n86816379
- Nationale Bibliotheek van Tsjechië: nlk20000091130
- Nationale bibliotheek van Australië: 35725124
- Nationale Bibliotheek van Israël: 987007339989405171
- Nederlandse Thesaurus van Auteursnamen: 072784032
- Réseau des bibliothèques de Suisse occidentale: 02-A003578888
- SNAC: w6m64xx8
- Système universitaire de documentation: 079876579
- Trove: 1059498
- Virtual International Authority File: 14921503
- WorldCat: E39PBJhhkHjFXXVyDhwrXWtR8C